# Salwa Houmsi

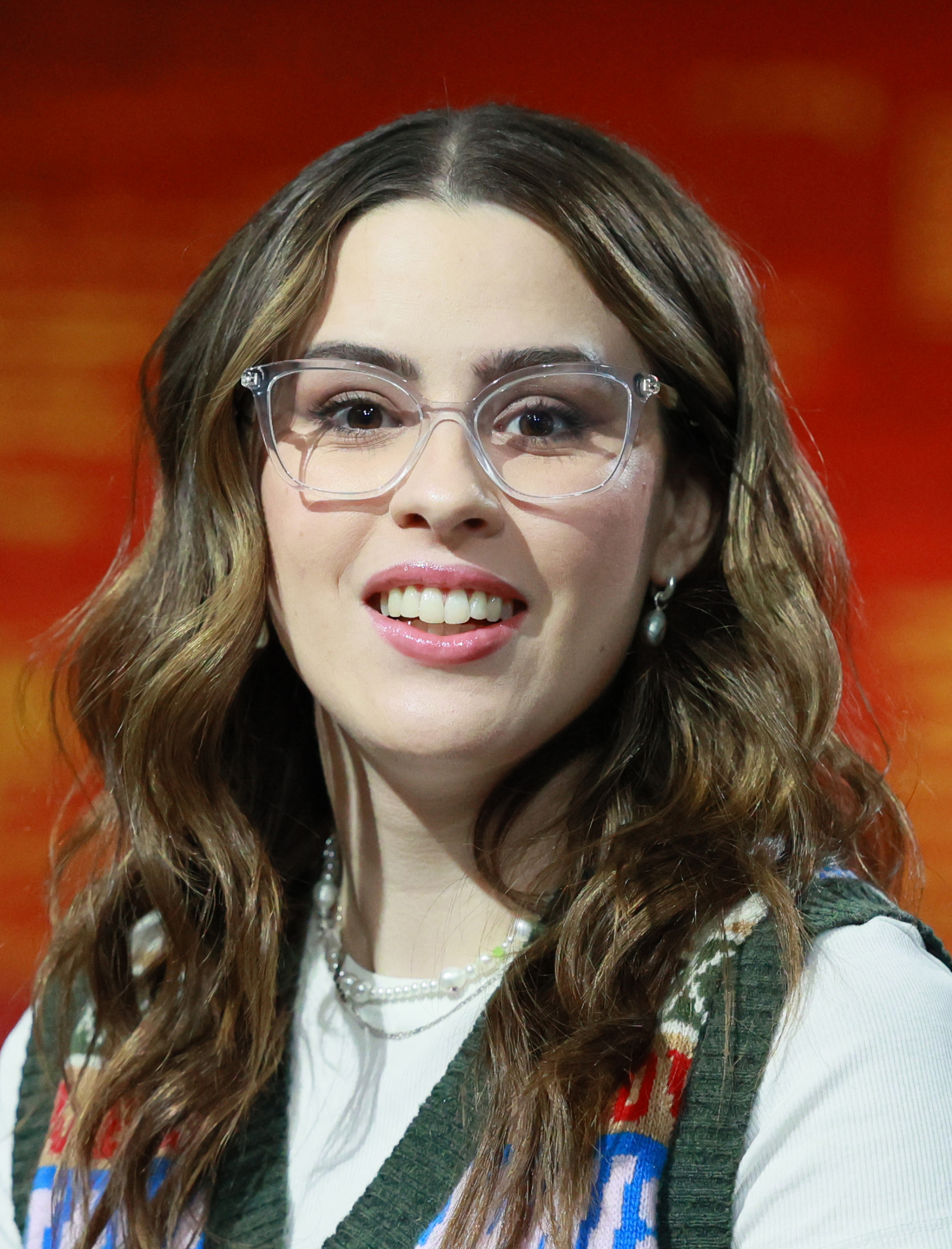
Salwa Houmsi (2023)

Salwa Houmsi (* 10. Juli 1996 in Berlin) ist eine deutsche Podcasterin, Moderatorin und Journalistin.

## Leben und Wirken
Houmsi wuchs als Tochter einer deutschen Mutter und eines syrischen Vaters in Berlin-Kreuzberg auf, wo sie das Leibniz-Gymnasium besuchte und an der Schülerzeitung „Wortlos“ mitarbeitete.

### Hörfunk
Nach ihrem Abitur absolvierte sie ein Praktikum beim Radiosender Star FM und arbeitete anschließend beim Alex Offener Kanal Berlin, wo sie bereits Erfahrungen im Schülerradio gesammelt hatte. Danach wechselte Houmsi zum Berliner Radiosender Radio Fritz, wo sie ab 2017 wöchentlich Sendungen moderierte.
Von 2020 bis 2021 hatte sie ihre eigene monatliche DJ-Show COSMO mit Salwa beim Hörfunksender COSMO.

### Fernsehen und Webvideo-Moderation
Von Januar 2017 bis Dezember 2019 war sie Teil des investigativen Webvideo-Format Jäger & Sammler von Funk. Für ihren Jäger & Sammler-Beitrag „Frauen im Pop – Wo ist die Gleichberechtigung?“ gewann Houmsi 2018 den International Music Journalism Award. 2018 wurde Jäger & Sammler außerdem für den Grimme Online Award nominiert.
2017 war Houmsi Mitglied des Snapchat- und Instagram-Newskanals hochkant von funk, zusammen mit den Reportern Eva Schulz und Florian Prokop. Auf diesem Kanal hatten Nutzer die Möglichkeit, den Reportern interaktiv Fragen zu stellen.
Zwischen 2018 und 2019 war Houmsi für die Online-Musikmagazine splash! Mag und DIFFUS tätig, wo sie Videointerviews führte.
2020 präsentierte sie die Sendung Tracks Night von Arte.
Seit 2020 moderiert sie im Wechsel mit Jo Schück das ZDFkultur-Debattenformat 13 Fragen, welches in Teilen auch bei ZDFneo ausgestrahlt wird.
Ab Sommer 2021 gehörte sie zum Ensemble von Studio Schmitt.
Seit Mai 2022 verstärkt sie das Moderatorenteam von Aspekte und ist mit 25 Jahren dessen jüngste Moderatorin. Für ihre Arbeit bei 13 Fragen und Aspekte wurde sie 2022 beim Deutschen Fernsehpreis mit einem Förderpreis ausgezeichnet.
Im September 2022 übernahm Houmsi die Moderation einer Folge von MaiThink X – Die Show als Vertretung für Mai Thi Nguyen-Kim auf ZDFneo.

### Musik
Unter dem Pseudonym Salwa Benz war sie auch als DJ tätig und legte Musik auf. Sie spielte 2018 und 2019 auf dem Kosmonaut Festival sowie 2019 auf dem Puls Open Air. Im Sommer 2019 legte sie auch im Rahmen des Fête de la Musiques Berlin in der Party-Tram von Radio Fritz auf, welches durch die Stadt fuhr.

### Podcasts
2019 moderierte Houmsi den Spotify-Original-Podcast Vor der Mio.
2021 moderierte sie den ZDF-Podcast Pitch, der plan b-Podcast.
Von April 2020 bis Juni 2022 moderierte Houmsi gemeinsam mit Jan Kawelke und Vassili Golod das Format Machiavelli PUSH im COSMO-Podcast Machiavelli – Rap und Politik, in dem aktuelle Themen aus Popkultur und Politik diskutiert wurden.
2022 moderierte sie den Podcast COSMO-Podcast Unter Almans – Migrantische Geschichte(n). Für die Folge mit Comedian Özcan Coşar wurde sie für den Deutschen Radiopreis 2023 in der Kategorie „Bestes Interview“ nominiert. Für ihre Folge mit der Comedienne Parshad Esmaeili erhielt Houmsi und die Autoren des Podcasts den CIVIS Medienpreis.
Eine weitere kurze Episode war die Rolle der Stichwortgeberin für den Podcast  der Deutschen Bahn "unterwegs mit ..." in der Zeit 2022 bis Januar 2023, bei dem sie als neue Moderation als Ersatz für Michael Abdollahi eingesetzt wurde.
Von November 2022 bis August 2024 moderierte sie gemeinsam mit Sebastian Hotz den Podcast Hotz & Houmsi.

### Petition #rkellystummschalten
Im Januar 2019 rief sie anlässlich der angekündigten R.-Kelly-Deutschlandshows gemeinsam mit dem Berliner DJ-Duo Hoe mies die Petition #rkellystummschalten ins Leben, um sich mit den betroffenen Frauen von sexualisierter Gewalt zu solidarisieren.

## Nominierungen und Auszeichnungen
- 2018: International Music Journalism Award – Kategorie „Best Work of Music Journalism, Under 30“ für Frauen im Pop – Wo ist die Gleichberechtigung?
- 2022: Deutscher Fernsehpreis – Förderpreis für 13 Fragen und Aspekte
- 2022: Blauer Panther für die Moderation von 13 Fragen
- 2023: Robert-Geisendörfer-Preis – Kategorie: „Online“ für das Format 13 Fragen (mit Jo Schück, Niels Folta und Katharina Lauck)[27]
- 2023 CIVIS Medienpreis – Kategorie: „CIVIS Audio Award“ für Unter Almans – Migrantische Geschichte(n) | Die Angst nach dem Anschlag in Hanau: Parshad über Wut. (mit Cengiz Tarhan, Larissa Sobral, Sophie Anggawi, Karina Gordok, Isabelle Werner)[23]
- 2023: Deutschen Radiopreis: Nominiert für „Bestes Interview“ für Unter Almans – Migrantische Geschichte(n) | Özcan Cosar über Humor und Hoffnung (mit Cengiz Tarhan, Larissa Sobral, Sophie Anggawi, Karina Gordok und Isabelle Werner)[22]

## Trivia
Am Ende des Songs New York von Trettmann ist sie als Moderatorin des fiktiven Radiosenders KitschKrieg.fm zu hören.

## Belege
1. ↑  Florence Bader: Salwa Houmsi – Interview. In: MZEE. 24. März 2018, abgerufen am 4. Mai 2022.
2. 1 2  Anna Lenja Hartfie: Salwa Houmsi: Karla Kolumna meets Deutschrap. In: Unicum.de. Unikum, archiviert vom Original (nicht mehr online verfügbar) am September 20; abgerufen am 4. Mai 2022.
3. ↑  COSMO mit Salwa Benz. In: wdr.de. Archiviert vom Original (nicht mehr online verfügbar) am 17. Januar 2022; abgerufen am 1. Januar 2024.
4. ↑  Timo Nöthling: «hochkant»: Snap' Dir Deine News. In: Quotenmeter.de. 5. Dezember 2016, abgerufen am 2. Januar 2024.
5. ↑  „hochkant“ jetzt auch bei Instagram. In: rbb-online.de. 21. Februar 2017, abgerufen am 8. August 2019.
6. ↑  Tom Sprenger: “Vor der Mio”: Spotify startet Deutschrap-Podcast. In: radiowoche.de. 30. Juli 2019, abgerufen am 1. Januar 2024.
7. ↑  Jean Michel Dumler: „Arte Tracks Night“: Verjüngung als Programm. In: Tagesspiegel. 26. November 2020, abgerufen am 12. April 2022.
8. ↑  13 Fragen. In: ZDFmediathek. Abgerufen am 28. Mai 2021.
9. ↑  Alexander Krei: ZDFneo holt Debattenformat „13 Fragen“ ins Fernsehen. In: DWDL.de. 26. Mai 2021, abgerufen am 28. Mai 2021.
10. ↑  ZDFneo zeigt neue Folgen von „Studio Schmitt“. In: zdf.de. 24. August 2021, archiviert vom Original (nicht mehr online verfügbar) am 3. September 2021; abgerufen am 3. September 2021.  Info: Der Archivlink wurde automatisch eingesetzt und noch nicht geprüft. Bitte prüfe Original- und Archivlink gemäß Anleitung und entferne dann diesen Hinweis.
11. ↑  Uwe Mantel: Salwa Houmsi wird weitere Moderatorin bei „Aspekte“. In: DWDL.de. 12. April 2022, abgerufen am 12. April 2022.
12. ↑  Salwa Houmsi wird jüngste Moderatorin in der Geschichte von „aspekte“. In: Weser-Kurier. 12. April 2022, archiviert vom Original (nicht mehr online verfügbar) am 13. April 2022; abgerufen am 4. Mai 2022.
13. ↑  Preisträger:innen 2022. In: deutscher-fernsehpreis.de. Abgerufen am 15. September 2022.
14. ↑  Mai Thi Nguyen-Kims ZDF-Show kommt mit sechs Sonderfolgen zurück. In: Kölner Stadt-Anzeiger. 12. September 2023, abgerufen am 1. Januar 2024.
15. ↑  Claudia Helmert: Krasser Stoff, krasses Line-up: Die Infos zum KOSMONAUT FESTIVAL. In: Monkeypress.de. 14. Mai 2019, abgerufen am 1. Januar 2024.
16. ↑  PULS Open Air 2019: KitschKrieg, Josi Miller, Perel, Salwa Benz uvm. legen bei den Partys auf. In: br.de. 26. März 2019, abgerufen am 2. Januar 2024.
17. ↑  Marit Blossey: Diese 11 Events solltest du bei der Fête de la Musique nicht verpassen. In: Mit Vergnügen. Abgerufen am 1. Januar 2024.
18. ↑  Clara Ehrmann: So fett war die Fête de la Musique. In: rbb24.de. 22. Juni 2019, abgerufen am 2. Januar 2024.
19. ↑  Wissen auf die Ohren: ZDF startet „Terra X“- und „plan b“-Podcast. In: presseportal.de. 23. April 2021, archiviert vom Original (nicht mehr online verfügbar); abgerufen am 28. Mai 2021.
20. ↑  Salwa Houmsi, Jan Kawelke: PUSH – mit Audio88 und Yassin #19. In: www1.wdr.de. 5. Februar 2021, abgerufen am 12. April 2022.
21. ↑  Ciao Salwa. In: www1.wdr.de. 8. Juni 2022, abgerufen am 1. Dezember 2023.
22. 1 2  Nominiert in der Kategorie „Bestes Interview“. In: deutscher-radiopreis.de. 3. August 2023, abgerufen am 2. Januar 2024.
23. 1 2  Auszeichnung für ARD-Reporterin Schayani. In: tagesschau.de. 6. Juni 2023, abgerufen am 2. Januar 2024.
24. ↑  Manuel Weis: Neue Shows bei Hitradio Antenne 1, ARD-Kinderradionacht. In: DWDL.de. 17. November 2022, abgerufen am 17. November 2022.
25. ↑  „El Hotzo“: Sebastian Hotz beendet Podcast „Hotz & Houmsi“. In: Berliner Zeitung. 19. August 2024, abgerufen am 19. August 2024.
26. ↑  Miriam Fendt: Interview zur Petition „R. Kelly Stummschalten“: „Es geht nicht um Zensur, sondern um eine Sensibilisierung“. In: br.de. 8. Februar 2019, abgerufen am 12. April 2022.
27. ↑  Online-Format „13 Fragen“ von ZDFkultur erhält den Robert-Geisendörfer-Preis. In: presseportal.zdf.de. 10. April 2023, abgerufen am 2. Januar 2024.

| Personendaten    | Personendaten                             |
| ---------------- | ----------------------------------------- |
| NAME             | Houmsi, Salwa                             |
| KURZBESCHREIBUNG | deutsche Moderatorin, Journalistin und DJ |
| GEBURTSDATUM     | 10. Juli 1996                             |
| GEBURTSORT       | Berlin-Kreuzberg                          |